# الحسين الورتيلاني
الحسين بن محمد السعيد الورتيلاني، ولد في بني ورتيلان سنة 1125هـ وتوفي رمضان سنة 1193هـ عالم وفقيه جزائري

## سيرته
هو الحسين بن محمد السعيد الورتيلاني، ولد في بني ورتيلان سنة 1125هجري وتوفي سنة 1193هجري. من أسرة جزائرية شريفة معروفة بالعلم، فأبوه وجده كانا عالِمين كبيرين في المنطقة. حفظ القرآن الكريم وهو صغير السن وكان يتردّد على المدرسة القرآنية التي يشرف عليها والده وعلى الزوايا أين تضلَّع في الأمور الفقهية وعلوم التوحيد، وإلى جانب اهتمامه بدُنيا التصوف، تفرّغ لدراسة اللغة العربية والتبحُّر في آدابها والنحو ودراسة التاريخ، حيث أكد الورتلاني على فضل التاريخ كعلم وعلى مكانته واتصاله بالعلوم الأخرى واعتبر علم السيرة فرعًا منه، وأن منزلة العالم إنما تقاس بمدى إلمامه بالتاريخ وأخبار الأمم والحضارات.
لما أصبح شاباً تزوج من فتاة تدعى عويشة تنسب إلى عائلة المسعود بن عبد الرحمن، وتفرغ للعلم والتصوف على الطريقة الشاذلية والتدريس في بني ورتلان ومناطق مختلفة من الجزائر، وكثيراً ما كان يطول به المقام في بجاية حيث تتلمذ على يده الكثير من أبناء المنطقة ممن أصبحوا فيما بعد أسماء هامة في الوظائف الدينية. وقد حارب بقوة البدع المنتشرة التي نسبت إلى الدين ودعا إلى تعاليم ومبادئ الإسلام الصحيحة. في سنة 1153هجري خرج الورتلاني قاصداً الحج إلى البقاع المقدسة وقد رافقته زوجته وأحد أبنائه واسمه محمد، وكانت حجته الثانية في سنة 1166هجري مع ابن عمار. وفي سنة 1179هجري حجّ للمرة الثالثة منطلقاً من دياره راجلاً حيث مرَّ على قرية سيدي خالد ووقف على مقام النبي خالد، وزار سيدي عقبة والمدن والقرى في منطقة ميزاب، ومنها إلى تونس فليبيا ومصر ليبلغ أخيراً أرض الجزيرة، وأينما حلَّ كان يسجل مشاهداته في الطبيعة وأحوال الناس وطبائعهم.
وفي مكة والمدينة كانت له فرصة الاجتماع بعلمائها، ولعل رحلته إلى مصر قد أثّرت فيه كثيراً وخلّفت لديه انطباعًا طيبًا حيث التقى بزمرة من كبار العلماء الأزهريين استمع إليهم وأخذ عنهم العلوم وهم كثيرون نذكر منهم على سبيل المثال لا الحصر: أبو القاسم الربيعي والصعيدي والعمروسي والشيخ الحفناوي، والبليدي والجوهري والإشبيلي وخليل الأزهري والهاشمي والزياتي والعفيفي والشيخ النفراوي وابن شعيب الكردي وعمر الطحلاوي.

## أعماله ومؤلفاته
اهتم الورتلاني طوال حياته بجمع العلوم الفقهية وأصول الذّكر على الطريقة الصوفية الشاذلية وإنجاز شروحات مستفيضة عن عالم التّصوف والمُتصوّفة، كما انشغل بالتفسير، وكتابة القصائد. وله عدة مؤلفات سيِّما منها في الشرح مثل:
- «شرح وظيفة سيدي يحي العيدلي» للإمام سيدي يحي العيدلي.[2][3][4][5]
- «شرح وسطى الإمام السنوسي»
- و«شرح محصل المقاصد للإمام أبي العباس أحمد بن زكري التلمساني»
- و«شرح القدسية للأخضري عبد الرحمن»
- شرح مختصر الأخضري في العبادات على مذهب الإمام مالك ويليه للأخضري [6]
- وكتاب بعنوان: «شوارق الأنوار في تحرير معاني الأذكار» وهو موجود في مكتبة مدينة تطوان المغربية (مجموع رقم 155)،
- حاشية على حاشية المحقق السكتاني،
- ورسالة في قول بعض الأولياء «نسجت برنسا من ماء»
- وأخرى «وقفت على ساحل وقفت الأنبياء دونه»
- وشرحه لبردة البوصيري (6).
- قصيدة في مدح الرسول صلى الله عليه وسلمَّ من 500 بيت،
- وقصائد في الرِّثاء لبعض الرّجال المُتصوفة منها قصيدة مشهورة رثا فيها أحمد زروق البرنوسي
- كتاب الرحلة السُنّية،
- كتاب المرادي
- كتاب "نزهة الأنظار في فضل علم التاريخ والأخبار" المعروف بالرحلة الورتلانية وهو كتاب في التاريخ يُحسب من بين أهم وأكبر الأعمال التي أنجزها الورتلاني في التاريخ على عكس الكثيرين ممن عاصروه، حيث أظهر صاحب الرحلة ميولاً قوياً نحو علم التاريخ وأكدَّ على مكانته بين العلوم وأهميته في فهم واستيعاب الحياة واستخلاص العبر من التجارب، وأنه العلم الذي يزيد من قيمة الإنسان وفضله سيِّما وأن السيرة النبوية جزء من التاريخ (7). والرحلة الورتلانية" من أهم المصادر التي تضاف إلى مؤلفات الرحالة المغاربة، ومن بين أبرز الرحلات التي شهدتها الفترة العثمانية خلال القرن الثامن عشر، حيث جمعت بين التحصيل العلمي ومقاصد الحج، وفيها سجل الورتلاني ما عاشه وشاهده في كل مكان وقف عنده منذ أول يوم اعتزم فيه الرحلة، وقد فصّل فيه تفصيلاً إلى غاية عام 1182هجري سنة الشروع في إملاء ما كان قد جمعه الورتلاني في أوراقه الكثيرة، ليُحوِّلها في النهاية إلى عمل تاريخي غاية في الأهمية، وقد اختار لرحلته عنوان: - نزهة الأنظار في فضل علم التاريخ والأخبار

من احفاده المصلح الفضيل الورتيلاني

### وصلات خارجية
- الموقع الرسمي لوزارة الشؤون الدينية والأوقاف الجزائرية